# Nephodia albinigra
Nephodia albinigra là một loài bướm đêm trong họ Geometridae.